# Liste der Wetterkatastrophen von 2015 mit einer Schadenssumme von mehr als einer Milliarde US-Dollar
Diese Liste der Wetterkatastrophen von 2015 mit einer Schadenssumme von mehr als einer Milliarde US-Dollar nennt 29 Naturkatastrophen, für die Aon Benfield eine Schadenssumme von mehr als einer Milliarde US-Dollar ermittelt hat und bei denen das Wetter Ursache der Schäden war. Von diesen 29 Naturereignissen sind sieben Unwetterereignisse wie Hagel, Tornado und Sturm (ohne tropische Wirbelstürme), acht sind Überschwemmungen nach umfangreichen Regenfällen und bei drei handelt es sich um die Folgen tropischer Wirbelstürme. Hinzu kommen drei Wintereinbrüche und fünf Dürren sowie zwei Waldbrandkatastrophen. Nach diesen Berechnungen beläuft sich der gesamte volkswirtschaftliche Schaden aller Naturkatastrophen von 2015 auf 123 Milliarden US-Dollar und liegt 31 % unter dem Durchschnittswert der Jahre 2000–2014.
Elf dieser Wetterkatastrophen betrafen das Gebiet der Vereinigten Staaten; die Auswertung des National Climatic Data Center (NCDC) der National Oceanic and Atmospheric Administration enthält nur acht solche Ereignisse, weil das NCDC bei der Unwetterkatastrophe vom 22. bis 26. Dezember eine Schadenssumme unter einer Milliarde US-Dollar festgestellt hat. Sieben der wetterbedingten Naturkatastrophen betrafen Teile der Volksrepublik China.
| Rang | Ereignis                      | Gebiet                                                                               | Zeitraum                      | Schadenssumme in Milliarden USD | Opferzahl |
| ---- | ----------------------------- | ------------------------------------------------------------------------------------ | ----------------------------- | ------------------------------- | --------- |
| 1    | Waldbrände                    | Indonesien                                                                           | ganzjährig                    | 16,1                            | 648       |
| 2    | Überschwemmung                | Südosten der Vereinigten Staaten                                                     | 1.–10. Oktober 2015           | 5                               | 21        |
| 3    | Dürre                         | Westen der Vereinigten Staaten                                                       | 1. Januar–30. September 2015  | 4,5                             | 0         |
| 4    | Taifun Mujigae                | Philippinen und Volksrepublik China                                                  | 2.–4. Oktober 2015            | 4,2                             | 22        |
| 5    | Überschwemmungen              | Südindien und Sri Lanka                                                              | 9. November–8. Dezember 2015  | 4                               | 386       |
| 6    | Unwetter                      | Great Plains, Mittlerer Westen, Rocky Mountains und Südosten der Vereinigten Staaten | 23.–28. Mai 2015              | 3,75                            | 32        |
| 7    | Winterwetter                  | Osten der Vereinigten Staaten                                                        | 16.–22. Mai 2015              | 3,25                            | 8         |
| 8    | Taifun Soudelor               | Saipan, Taiwan und Volksrepublik China                                               | 2.–8. August 2015             | 3,2                             | 41        |
| 9    | Unwetter                      | Great Plains, Mittlerer Westen Südosten der Vereinigten Staaten                      | 26.–30. Dezember 2015         | 3                               | 46        |
| 10   | Dürre                         | Rumänien, Polen, Tschechien                                                          | 1. Juni–31. Oktober 2015      | 2,7                             | 0         |
| 11   | Überschwemmung                | Vereinigtes Königreich                                                               | 22.–31. Dezember 2015         | 2,5                             | 0         |
| 12   | Überschwemmung                | Volksrepublik China                                                                  | 7.–11. Juni 2015              | 2                               | 16        |
| 13   | Dürre                         | Südafrika                                                                            | 1. Juli–30. November 2015     | 2,0                             | 0         |
| 14   | Waldbrände                    | Kalifornien                                                                          | 9. September–30. Oktober 2015 | 2                               | 7         |
| 15   | Dürre                         | Volksrepublik China                                                                  | ganzjährig                    | 1,8                             | 0         |
| 16   | Unwetter                      | Great Plains, Mississippi Valley, Mittlerer Westen der Vereinigten Staaten           | 7.–10. April 2015             | 1,65                            | 3         |
| 17   | Taifun Chan-hom               | Volksrepublik China                                                                  | 2.–4. April 2014              | 1,6                             | 16        |
| 18   | Überschwemmung                | Chile                                                                                | 25. März–8. April 2015        | 1,5                             | 25        |
| 19   | Dürre                         | Äthiopien                                                                            | 1. Oktober–31. Dezember 2015  | 1,4                             | 0         |
| 20   | Unwetter                      | Great Plains, Südosten und Nordosten der Vereinigten Staaten                         | 18.–21. April 2015            | 1,4                             | 0         |
| 21   | Unwetter                      | Rocky Mountains bis Mittelatlantikstaaten der USA                                    | 19.–26. Juni 2015             | 1,3                             | 4         |
| 22   | Überschwemmung                | Volksrepublik China                                                                  | 20.–24. Juli 2015             | 1,2                             | 28        |
| 23   | Überschwemmung                | Volksrepublik China                                                                  | 18.–22. Mai 2015              | 1,15                            | 48        |
| 24   | Orkan Ted                     | Vereinigtes Königreich, Irland, Norwegen                                             | 4.–5. Dezember 2015           | 1,1                             | 3         |
| 25   | Unwetter mit Tornado-Outbreak | Great Plains, Mittlerer Westen und Südosten der USA                                  | 22.–26. Dezember 2015         | 1                               | 18        |
| 26   | Unwetter                      | Rocky Mountains, Great Plains und Mittlerer Westen der USA                           | 6.–13. Mai 2015               | 1                               | 6         |
| 27   | Dürre                         | westliches Kanada                                                                    | ganzjährig                    | 1                               | 0         |
| 28   | Orkane Mike und Niklas        | West- und Mitteleuropa                                                               | 29. März–1. April 2015        | 1                               | 9         |
| 29   | Überschwemmung                | Frankreich                                                                           | 3.–4. Oktober 2015            | 1                               | 19        |

## Belege
- Jeff Masters: Earth's 29 Billion-Dollar Weather Disasters of 2015: 4th Most on Record. Weather Underground, 19. Januar 2016, abgerufen am 15. September 2016 (englisch).
- 2015 Annual Global Climate and Catastrophe Report. (PDF) Aon Benfield, abgerufen am 15. September 2015 (englisch).